# Хоростковский городской совет
Хоростковский городской совет (укр. Хоростківська міська рада) — входит в состав
Гусятинского района
Тернопольской области
Украины.
Административный центр городского совета находится в 
г. Хоростков.

## Населённые пункты совета
- г. Хоростков
- с. Карашинцы